# Orebygård
Orebygaard er en gammel hovedgård på nordsiden af Sakskøbing Fjord, 4 km nordvest for Sakskøbing. Den fredede hovedbygning er opført i 1578-1587 ved Hans van Steenwinckel den ældre på et gammelt voldsted omgivet af vandfyldte grave og ombygget i 1872-1874 ved Ove Petersen. Hovedbygningen og parken på 10 hektar blev i 2001 solgt fra godset, og tilhører nu Hans Michael Jebsen.
Orebygaard Gods er på 840 hektar med Rodsnæs
Altertavlen fra Orebygårds nu nedrevede kapel findes på Nationalmuseet.
Gården lå i Sakskøbing Landsogn, Musse Herred, Maribo Amt.

## Ejere af Orebygaard
- (1231-1315) Kronen
- (1315-1336) Sivert Lauridsen Grubendal
- (1336-1370) Sivert Sivertsen Grubendal
- (1370-1380) Erik Sjællandsfar
- (1380) Bodil Eriksdatter Sjællandsfar gift Blaa
- (1380-1394) Laurids Jensen Blaa
- (1394-1422) Sivert Lauridsen Blaa / Oluf Lauridsen Blaa
- (1422-1449) Sivert Lauridsen Blaa
- (1449-1456) Oluf Lauridsen Blaa
- (1456-1470) Anne Sivertsdatter Blaa gift Bølle / Peder Olufsen Blaa / Jørgen Olufsen Blaa / Jacob Olufsen Blaa / Erik Olufsen Blaa
- (1470-1474) Jacob Olufsen Blaa
- (1474-1476) Peder Olufsen Blaa
- (1476-1503) Jacob Olufsen Blaa
- (1503) Inger Hansdatter Pøiske gift Blaa
- (1503-1504) Barbara Eriksdatter Blaa gift Huitfeldt
- (1504-1529) Otte Clausen Huitfeldt
- (1529-1535) Barbara Eriksdatter Blaa gift Huitfeldt / Mads Eriksen Bølle / Eiler Eriksen Bølle
- (1535-1539) Mads Eriksen Bølle
- (1539-1562) Erik Madsen Bølle
- (1562) Birgitte Eriksdatter Bølle gift Gjøe
- (1562-1584) Christoffer Gjøe
- (1584-1595) Birgitte Eriksdatter Bølle gift Gjøe
- (1595-1616) Axel Ottesen Brahe
- (1616-1618) Falk Axelsen Brahe
- (1618-1630) Jakob Ulfeldt
- (1630-1636) Frantz Jakobsen rigsgreve Ulfeldt
- (1636-1657) Flemming Jakobsen Ulfeldt
- (1657-1660) Anne Elisabeth von der Groeben gift Ulfeldt
- (1660) Sophie Flemmingsdatter Ulfeldt
- (1660-1676) Christian Christoffer greve Holck
- (1676-1724) Hilleborg Christiansdatter komtesse Holck
- (1724-1774) Christian Christoffer greve Holck
- (1774) Gustav Frederik greve Holck-Winterfeldt / Henrik de Flindt
- (1774-1804) Poul Abraham lensbaron Lehn
- (1804) Christiane Henriette Hartvigsdatter von Barner gift (1) Kaas (2) Rosenørn
- (1804-1811) Otto Ditlev lensbaron Kaas-Lehn
- (1811-1820) Christiane Henriette Hartvigsdatter von Barner gift (1) Kaas (2) Rosenørn
- (1820-1847) Henrik Christian lensbaron Rosenørn-Lehn
- (1847-1860) Christiane Henriette Hartvigsdatter von Barner gift (1) Kaas (2) Rosenørn
- (1860-1892) Otto Ditlev lensbaron Rosenørn-Lehn
- (1892-1899) Christian Conrad Sophus lensbaron Rosenørn-Lehn
- (1899-1935) Frederik Marcus lensbaron Rosenørn-Lehn
- (1935-1970) Christian Carl Otto lensbaron Rosenørn-Lehn
- (1970-2001) Michael Johannes baron Rosenørn-Lehn
- (2001-) Michael Johannes baron Rosenørn-Lehn (godset)
- (2001-) Hans Michael Jebsen (hovedbygningen + parken)